# 檀州 (辽朝)
檀州，辽朝时设置的州。
本渤海国蒙州地。辽太祖以檀州俘於此建檀州，治所在密云县（今辽宁省康平县东南齐家屯）。属辽阳府。后改名祺州。